# Lucia Sturdza-Bulandra
Lucia Sturdza-Bulandra (Iași, districte d'Iași, 25 d'agost de 1873 - Bucarest, 19 de setembre de 1961), va ser una famosa actriu de teatre de Romania.
Lucia Sturdza-Bulandra va ser una de les grans figures de l'escena romanesa, inoblidable en papers compositius des de la dramatúrgia universal i nacional, esperit organitzatiu, talent pedagògic que va formar generacions senceres d'actors: Nicolae Baltăteanu, George Calboreanu, Nae Roman, Dina Cocea, Radu. Beligan, Victor Rebengiuc. Lucia Sturdza-Bulandra era filla de la parella Emil Sturdza i Magda (nascuda Diamandy). El seu avi fou Vasile Sturdza, casat amb Ecaterina (de soltera Balș) i era neta de Constantin Sturdza i Raluca (de soltera Manu). Besnéta de Constantin Sturdza i Ecaterina Sturdza (Cantacuzino-Pașcanu). Besnéta de Vasile Sturdza i Ileana Solomon Sturdza (Costaki).
Va estudiar al Conservatori d'Art Dramàtic, Bucarest. El 1898 va debutar al Teatre Nacional de Bucarest i el 1914, juntament amb el seu marit, (Tony Bulandra), va fundar una empresa privada. Des de 1941 va ser actriu al Teatre Municipal de Bucarest i des de 1947 fins al final de la seva vida va ser la directora d'aquest teatre, avui Teatre Bulandra.
Va ser professora al Conservatori d'Art Dramàtic de Bucarest durant 30 anys. També va rebre el títol d'artista del poble (abans de 1955).

## Filmografia
- 1911 Amor fatal, dirigida per Grigore Brezeanu
- 1944 Escadrila albă, dirigida per Ion Sava
- 1961 Ziua unei artiste, (El dia d'un artista) - Documental / pel·lícula d'homenatge, dirigida per Gheorghe Tobias

## Numismàtica
El dilluns 10 de juny de 2013, amb motiu del 140è aniversari del naixement de l'actriu, el Banc Nacional de Romania va posar en circulació una moneda commemorativa, amb un valor nominal de 10 lei, amb finalitats numismàtiques. La moneda és de plata, amb el títol 999‰, és rodona, amb un diàmetre de 37 mm, i un pes de 31,103 g. Tota l'encunyació de la moneda, de 500 exemplars, s'emet en qualitat de prova, i la vora de la moneda és dentada.